# P/2015 J3 (NEOWISE)
P/2015 J3 (NEOWISE) — одна з короткоперіодичних комет сім'ї Юпітера. Ця комета була відкрита 15 травня 2015 року; блиск на час відкриття: 19m.